# USS Bataan (LHD-5)
«Батаан» (англ. USS Bataan (LHD-5)) — п'ятий в серії з восьми універсальних десантних кораблів типу «Восп» ВМС США.. Корабель отримав назву на честь битви при Батаані на Філіппінах, під час Другої світової війни. Перший десантний корабель ВМС США, який був спроектований і побудований з каютами для жінок.

## Будівництво
Корабель був побудований найбільшою суднобудівною компанією США Ingalls Shipbuilding, розташованої в Паскагула, штат Міссісіпі, за контрактом від 20 грудня 1991 року. Закладка кіля відбулася 22 червня 1994 року. Спущений на воду 15 березня 1996 року. Церемонія хрещення відбулася 18 травня 1996 року. Введено в експлуатацію 20 вересня 1997 року. Порт приписки Норфолк, штат Вірджинія, США.

## Бойова служба

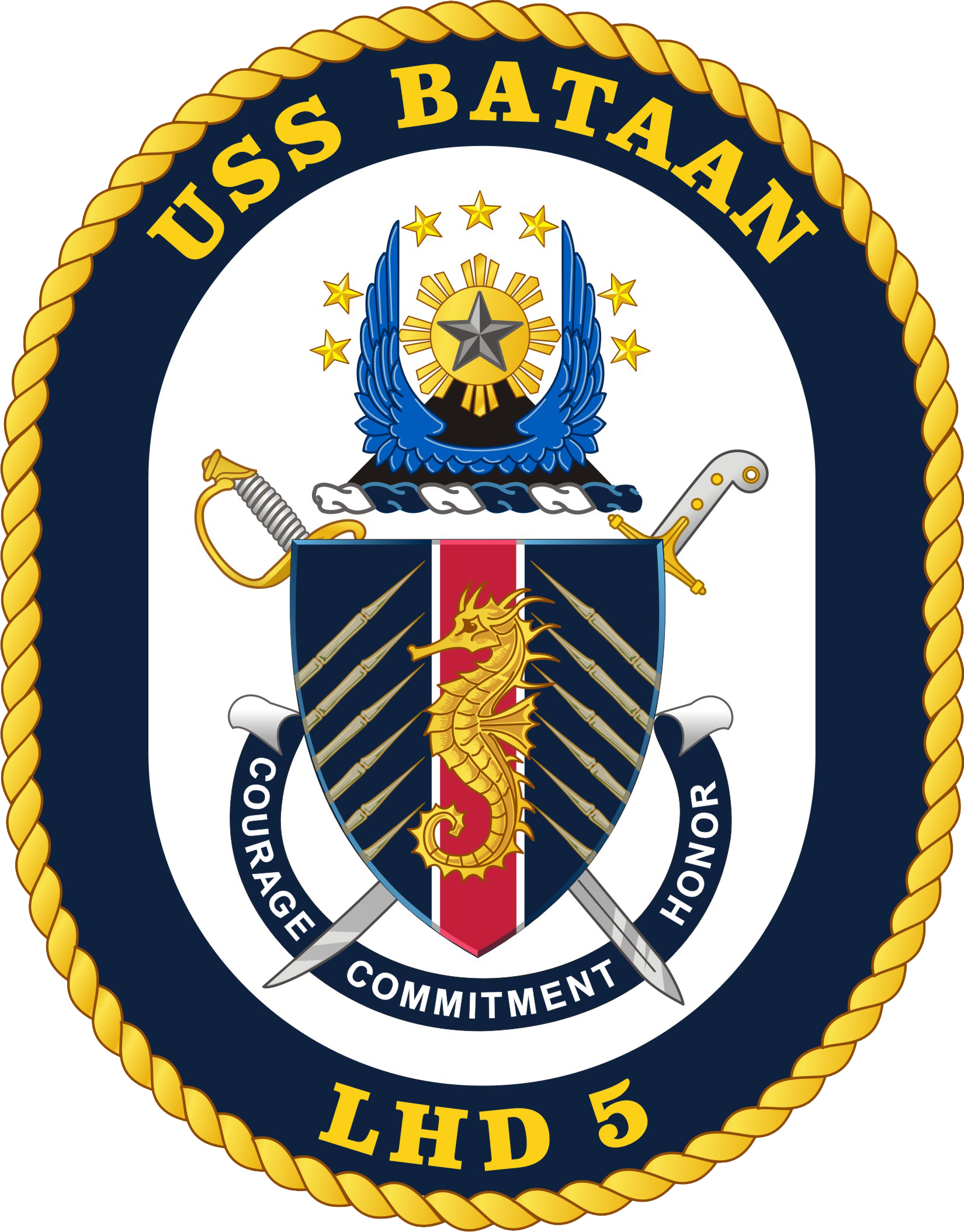
Емблема корабля

Після Терористичного акту 11 вересня 2001 року був розгорнутий біля Нью-Йорку для надання першої медичної допомоги постраждалим, після чого повернувся до Норфолка, штат Вірджинія. Взяв активну участь в операції «Нескорена свобода», перекинувши понад 2500 морських піхотинців і обладнання до Пакистану.
З 20 березня 2003 року був залучений як військовий транспорт під час операції «Свобода Іраку».
З 30 серпня 2005 року надавав допомогу жертвам урагану «Катріна».
На початку вересня 2008 року брав участь у навчаннях HURREX. У червні 2008 року заснована у Великій Британії правозахисна організація Reprieve опублікувала звіт, в якому «Батаан» вказаний як одне з 17 суден, які, на їхню думку, використовувались для ув'язнення підозрюваних у тероризмі.
З 13 січня 2010 року надавав гуманітарну допомогу Гаїті після землетрусу в 2010 року.
8 лютого 2014 корабель покинув Норфолк для запланованого розгортання. 6 червня взяв участь у рятувальній операції 282 чоловік в Середземному морі. 29 червня транзитом пройшов Суецький канал, прямуючи в Перську затоку. 22 вересня покинув Перську затоку, а 2 жовтня пройшов транзитом Суецький канал і повернувся в Середземне море. 31 жовтня повернувся в порт приписки, завершивши дев'ятимісячне розгортання в зоні відповідальності 5-го і 6-го флоту США.
26 січня 2015 року прибув сухий док верфі компанії BAE Systems в Норфолк для проведення модернізації вартістю 115 млн доларів США. 14 грудня повернувся на військово-морську базу в Норфолк, після завершення ремонту.
Протягом 2016 року брав участь у різних навчаннях, для підготовки до майбутнього розгортання.
1 березня 2017 року залишив порт приписки Норфолк для запланованого розгортання. Вихід корабля був затриманий на один день через незначні технічні проблеми. 12 березня прибув з одноденним візитом на військово-морську базу Рота, Іспанія. 17 березня прибув з візитом в порт Валенсія, Іспанія.